# 오영필
오영필(1970년~)은 다큐멘터리 감독, 영화 감독, 선교사이다. 그가 만들어낸 다큐맨터리, 영화로는 2001년작 《풍경》, 2005년작 《후용리 공연 예술단 노뜰》, 2009 《금지된 여행》, 2005 《사랑니》(메이킹) 이 있다. 개인 선교 유튜브 앱 채널인 '제로필 tv에 한 코너인 '미션토크'도 있으며, 그 외에 각종 선교사들의 이야기를 취재하는 영상들을 담고 있다. 이전에 'VJ특공대' 프로듀서(2001)로 활동한 바 있으며, 현재 선교사로써 (GMP) 활동하고 있다.